# Buergeria
Buergeria là một chi động vật lưỡng cư trong họ Rhacophoridae, thuộc bộ Anura.

## Các loài
Sáu loài được công nhận trong chi Buergeria bao gồm:
- Buergeria buergeri (Temminck & Schlegel, 1838)
- Buergeria choui Matsui & Tominaga, 2020[6]
- Buergeria japonica (Hallowell, 1861)
- Buergeria otai Wang, Hsiao, Lee, Tseng, Lin, Komaki & Lin, 2018
- Buergeria oxycephala (Boulenger, 1900)
- Buergeria robusta (Boulenger, 1909)

## Hình ảnh

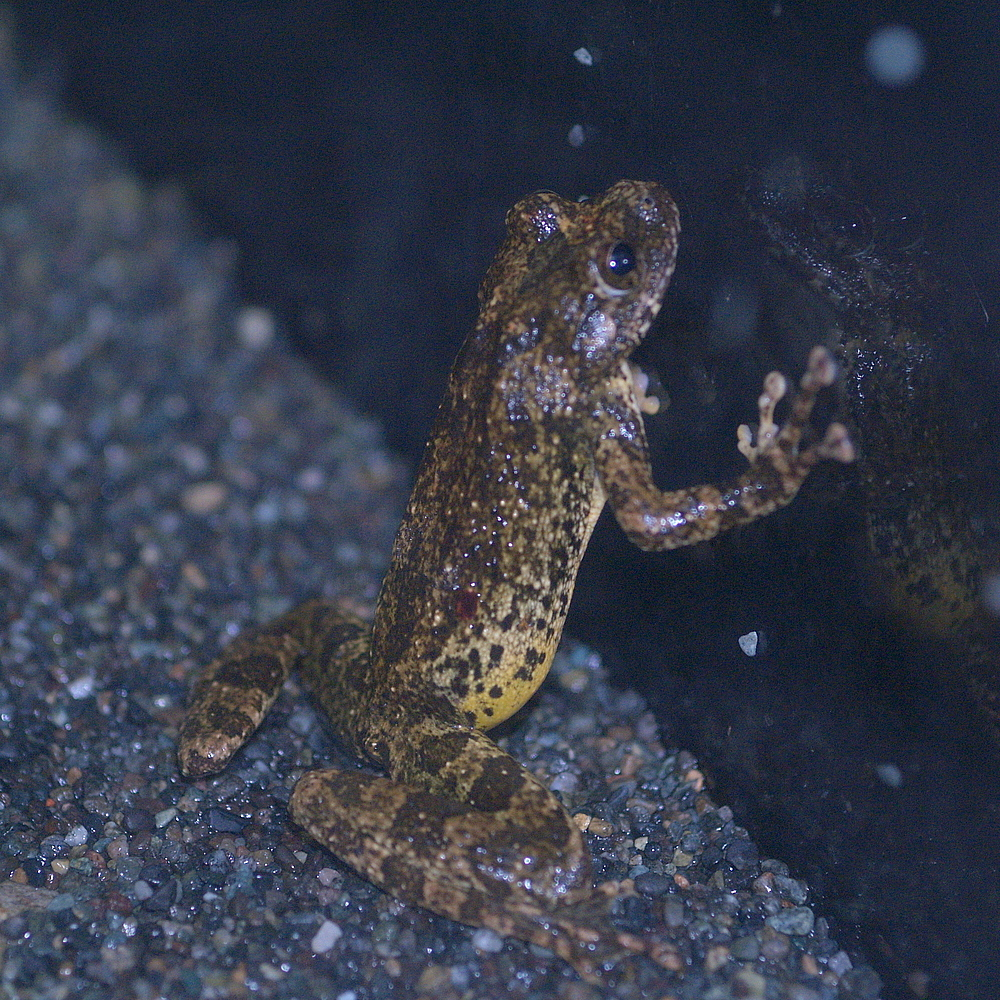